# Зандманн, Франц-Йозеф
Франц-Йозеф Зандманн, также известен как Франц Ксавьер Йозеф Зандманн, Франц Ксавьер Зандманн и Франсуа-Жозеф Зандманн (15 декабря 1805, Страсбург — 1 января 1856, Вена) — немецко-французский рисовальщик, литограф и пейзажист.

## Биография
Зандманн родился в 1805 году на улице Барбарагассе, дом 3, в Страсбурге. Его родителями были виноторговец Франц Ксавьер Зандманн и его жена Франциска Шпайзер.
С 1836 по 1839 год Зандманн работал над серией литографических изображений Эльзаса. В основном он писал пейзажи и ведуты, начав с «Виды городов и деревень… Эльзас» (фр. Vues des villes et bourgs… de l’Alsace) (Страсбург, 1836). Серии его литографий с видами эльбских песчаниковых гор, долины Эльбы в районе Потсдама и пейзажей вокруг Целль-ам-Зе были весьма популярны. В 1841 году он отправился в Вену и до 1850 занимался созданием литографий для альбомов, печатавшихся художественными издателями Л. Т. Нейманом и Антоном Патерно. Он также создавал литографии для издательства Йозефа Берманна по картинам, написанным Якобом Альтом после его поездки на Дунай между 1847 и 1849 годами. В 1850 году на основе фотографий Альта была опубликована серия литографий «Живописное путешествие по Дунаю из Энгельхартсцелля в Вену» (нем. Malerische Donaureise von Engelhartszell bis Wien). Примерно в 1850 году издательский дом L. T. Neumann опубликовал серию небольших литографий с видами Дуная, сделанных по рисункам Зандманна, которые характеризуют его как искусного рисовальщика. До самой смерти Франц Ксавьер Йозеф Зандманн жил в Вене. Его художественное наследие досталось Йозефу Берманну.